# Impressão, nascer do sol
Impressão, nascer do sol (do francês: Impression, soleil levant) é a famosa pintura impressionista de Claude Monet, realizada em 1872. A pintura nasceu em Le Havre, porto francês representado na obra, com uma cerrada névoa sobre o estaleiro, os barcos e as chaminés no fundo da composição.  A pintura em óleo sobre a tela está exposta no Museu Marmottan, em Paris. 

## Impressionismo
Monet deu à pintura o nome de Impressão. O "nascer do sol", que segue o nome da obra, foi adicionado pelo autor do manual da exposição.
A partir desta tela, nasceu o movimento impressionista. Se tornou conhecida quando estava presente em um show independente. Um grupo de artistas fora do Salão de Paris disponibilizou as obras ao atelier do fotógrafo Félix Nadar, em 1874, em uma fracassada exposição, abatida pela crítica, que traçou, inclusive, do próprio nome do quadro. Na exposição constavam igualmente obras de Boudin, Sisley, Degas e Renoir.

## Descrição
No quadro, consegue imaginar-se uma grelha (grade) por detrás da pintura, que Monet terá utilizado, sobre a qual, solidamente, são sobrepostas pinceladas de tinta sem grandes misturas, ou seja, as tintas originais. 
A sobreposição de cores originais, cruas, sem misturas, é uma grande característica da técnica impressionista, continuada a partir do momento em que os espectadores e os artistas se deram conta de que conseguiam obter resultados mais próximos da realidade.
Embora fracassada, a exposição converteu alguns dos espectadores mais liberais a esta nova tendência, que viria, mais tarde, a resultar na Arte Moderna. Esta pintura rompeu com todos os padrões tidos até à altura e com as barreiras realistas que ainda sobressaiam. Como tal, a pintura marcou uma profunda revolução social, embora demorada.
A ideia principal dos pintores impressionistas é fazer com que a imagem pareça, quase que completamente, iluminada pelo sol. Para conseguir este efeito, o autor implica à sua tela pinceladas em tons mais claros (áreas iluminadas pelo sol) e tons mais escuros (áreas sombreadas).